# ベンジャミン・フランクリン・メダル (フランクリン協会)

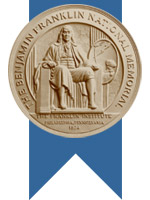
ベンジャミン・フランクリン・メダル

ベンジャミン・フランクリン・メダル（Benjamin Franklin Medal）はフランクリン協会から個人に贈られる科学技術賞。1998年にフランクリン・メダル、スチュアート・バレンタイン・メダル、エリオット・クレッソン・メダル、ハワード・N・ポッツ・メダルなど同協会による複数の賞が統合されて新たに設立された。

## 受賞者
- 1998年 
  - エマニュエル・ドゥスルヴィル (工学)
  - デビッド・ペイン (工学)
  - ロバート・B・ラフリン (物理学)
  - ホルスト・ルートヴィヒ・シュテルマー (物理学)
  - ダニエル・ツイ (物理学)
  - スタンリー・B・プルシナー (生命科学)
  - アハメッド・ズウェイル (化学)

- 1999年 
  - ノーム・チョムスキー (計算機科学・認知科学)
  - ダグラス・エンゲルバート (計算機科学・認知科学)
  - Walter Kaminsky (化学)
  - バリー・マーシャル (生命科学)
  - ジョン・C・マザー (物理学)
  - 外村彰 (物理学)
  - Richard W. Shorthill (計算機科学・認知科学)
  - Victor Vali (計算機科学・認知科学)

- 2000年 
  - ジョン・コック (計算機科学・認知科学)
  - エリック・コーネル (物理学)
  - ヴォルフガング・ケターレ (物理学)
  - カール・ワイマン (物理学)
  - Gordon Danby (機械工学)
  - James R. Powell (機械工学)
  - Eville Gorham (地球科学)
  - ロバート・グラブス (化学)
  - Antoine Labeyrie (電気工学)

- 2001年 
  - ジューダ・フォークマン (生命科学)
  - アラン・グース (物理学)
  - マービン・ミンスキー (計算機科学・認知科学)
  - バリー・シャープレス (化学)
  - Rob Van der Voo (地球科学)
  - Bernard Widrow (電気工学)

- 2002年 
  - Norman L. Allinger (化学)
  - Mary-Dell Chilton (生命科学)
  - 飯島澄男 (物理学)
  - 中村修二 (工学)
  - Alexandra Navrotsky (地球科学)
  - Lucy Suchman (計算機科学・認知科学)

- 2003年 
  - Bishnu S. Atal (電気工学)
  - ジョン・バーコール (物理学)
  - レイモンド・デイビス (物理学)
  - 小柴昌俊 (物理学)
  - ジェーン・グドール (生命科学)
  - Robin M. Hochstrasser (化学)
  - ジョン・マッカーシー (計算機科学・認知科学)
  - Norman A. Phillips (地球科学)
  - Joseph Smagorinsky (地球科学)
  - Charles H. Thornton (工学)

- 2004年
  - Roger Bacon (機械工学)
  - ハリー・グレイ (化学)
  - リチャード・カープ (計算機科学・認知科学)
  - Robert B. Meyer (物理学)
  - Robert E. Newnham (電気工学)

- 2005年 
  - エリザベス・H・ブラックバーン (生命科学)
  - Aravind K. Joshi (計算機科学・認知科学)
  - 南部陽一郎 (物理学)
  - Peter R. Vail (地球科学)
  - アンドリュー・ビタビ (電気工学)

- 2006年 
  - Ray W. Clough (工学)
  - サミュエル・ダニシェフスキー (化学)
  - ルナ・レオポルド (地球科学)
  - ドナルド・ノーマン (計算機科学・認知科学)
  - Fernando Nottebohm (生命科学)
  - Giacinto Scoles (物理学)
  - J. Peter Toennies (物理学)
  - M. Gordon Wolman (地球科学)

- 2007年 
  - Klaus Biemann (化学)
  - ロバート・デナード (電気工学)
  - Merton C. Flemings (材料科学)
  - アーサー・B・マクドナルド (物理学)
  - 戸塚洋二 (物理学)
  - Steven W. Squyres (地球科学)
  - Nancy Wexler (生命科学)

- 2008年 
  - ヴィクター・アンブロス (生命科学)
  - David Baulcombe (生命科学)
  - ゲイリー・ラヴカン (生命科学)
  - ウォーレス・ブロッカー (地球科学)
  - アルバート・エッシェンモーザー (化学)
  - デボラ・S・ジン (物理学)
  - ジューディア・パール (計算機科学・認知科学)
  - Arun Phadke (電気工学)
  - James Thorp (電気工学)

- 2009年 
  - ジョージ・M・ホワイトサイズ (化学)
  - J. Frederick Grassle (地球科学・環境科学)
  - ロトフィ・ザデー (電気工学)
  - Stephen J. Benkovic (生命科学)
  - Richard J. Robbins (工学)
  - Ruzena Bajcsy (計算機科学・認知科学)

- 2010年 
  - W. Richard Peltier (地球科学)
  - Peter Nowell (生命科学)
  - ジョアン・スタビー (化学)
  - イグナシオ・シラク (物理学)
  - デービッド・ワインランド (物理学)
  - ペーター・ツォラー (物理学)
  - Gerhard M. Sessler (電気工学)
  - James Edward Maceo West (電気工学)
  - シャフィ・ゴールドワッサー (計算機科学・認知科学)
  - D. Brian Spalding (機械工学)

- 2011年 
  - ジョン・R・アンダーソン（計算機科学）
  - D. Brian Spalding (機械工学)
  - Jillian Banfield (地球科学)
  - ニコラ・カビボ (物理学)
  - イングリッド・ドブシー (電気工学)
  - ディーン・ケーメン (機械工学)
  - キリアコス・コスタ・ニコラウ (化学)

- 2012年 
  - ウラジーミル・ヴァプニク (計算機科学・認知科学)
  - Lonnie Thompson (地球科学)
  - Ellen Stone Mosley-Thompson (地球科学)
  - Sean B. Carroll (生命科学)
  - Jerry Nelson (astronomer) (電気工学)
  - ラシード・スニャーエフ (物理学)
  - Zvi Hashin  (機械工学)

- 2013年 
  - ウィリアム・ラボフ  (計算機科学・認知科学)
  - Jerrold Meinwald (化学)
  - Robert Berner (地球科学・環境科学)
  - ルドルフ・イエーニッシュ (生命科学)
  - Subra Suresh (機械工学)
  - Alexander Dalgarnoh (物理学)

- 2014年
  - Mark Kryder (電気工学)
  - 岩崎俊一 (電気工学)
  - Christopher T. Walsh （化学）
  - ヨアヒム・フランク (生命科学)
  - Lisa Tauxe (地球科学・環境科学)
  - Ali H. Nayfeh (機械工学)
  - ダニエル・クレップナー (物理学)

- 2015年
  - スティーブン・リパード (化学)
  - Elissa L. Newport (計算機科学・認知科学)
  - 真鍋淑郎 (地球科学・環境科学)
  - Roger F. Harrington (機械工学)
  - Cornelia Bargmann (生命科学)
  - チャールズ・L・ケーン (物理学)
  - Eugene Mele (物理学)
  - 張首晟 (物理学)

- 2016年
  - Nadrian C. Seeman (化学)
  - Yale N. Patt (計算機科学・認知科学)
  - ブライアン・アトウォーター (地球科学・環境科学)
  - ソロモン・ゴロム (電気工学)
  - ロバート・ランガー (生命科学)
  - Shu Chien (機械工学)

- 2017年
  - クリストフ・マテャシェフスキー (化学)
  - 澤本光男 (化学)
  - Michael I. Posner (計算機科学・認知科学)
  - ニック・ホロニアック (電気工学)
  - Douglas C. Wallace (生命科学)
  - ミルドレッド・ドレッセルハウス (材料科学)
  - マーヴィン・コーエン (物理学)

- 2018年
  - ジョン・グッドイナフ (化学)
  - ヴィントン・サーフ(計算機科学・認知科学)
  - ロバート・カーン(計算機科学・認知科学)
  - Susan Trumbore (地球科学・環境科学)
  - Manijeh Razeghi (電気工学)
  - エイドリアン・ベジャン (機械工学)
  - ヘレン・クイン (物理学)

- 2019年
  - ジョン・ホップフィールド (物理学)
  - John A. Rogers（材料工学）
  - ジェームズ・P・アリソン（生命科学）
  - エリー・ヤブロノビッチ（電気工学）
  - Gene Likens (地球科学・環境科学)
  - Marcia K. Johnson(計算機科学・認知科学)

- 2020/2021年
  - ロベルト・カー (化学)
  - Michele Parrinello (化学)
  - Monica G. Turner (地球科学・環境科学)
  - Barbara Partee(計算機科学・認知科学)
  - Jeremy Nathans (生命科学)
  - C. Daniel Mote (機械工学)
  - Henry Kapteyn (物理学)
  - Margaret Murnane (物理学)

- 2022年
  - Sheldon Weinbaum (医用工学)
  - キャロル・ロビンソン (化学)
  - Sallie W. Chisholm (地球科学・環境科学)
  - P. Daniel Dapkus (電気工学)
  - ラッセル・デュピュイ (電気工学)
  - カリコー・カタリン (生命科学)
  - ドリュー・ワイスマン (生命科学)
  - Edward C. Stone (物理学)

- 2023年
  - Monika Schleier-Smith (材料工学)
  - リチャード・ゼア (化学)
  - バーバラ・リスコフ (計算機科学・認知科学)
  - R. Lawrence Edwards (地球科学・環境科学)
  - Nader Engheta (電気工学)
  - エレイン・フックス (生命科学)
  - 金必立 (物理学)

- 2024年
  - Paula T. Hammond (化学)
  - Janet F. Werker (計算機科学・認知科学)
  - Paul D. N. Hebert (地球科学・環境科学)
  - ロバート・メトカーフ (電気工学)
  - ジョアン・コリー (生命科学)
  - Mary Cunningham Boyce (機械工学)

- 2025年
  - Naomi Halas (化学)
  - ビル・ダリー (計算機科学・認知科学)
  - カート・ピーターセン (電気工学)
  - Steven Block (生命科学)
  - John W. Hutchinson  (機械工学)
  - ジョン・パデュー (物理学)